# Міхеєшть (Арджеш)
Міхеєшть, Міхеєшті (рум. Mihăești) — село у повіті Арджеш в Румунії. Входить до складу комуни Міхеєшть.
Село розташоване на відстані 113 км на північний захід від Бухареста, 30 км на північ від Пітешть, 128 км на північний схід від Крайови, 76 км на південний захід від Брашова.

## Населення
За даними перепису населення 2002 року у селі проживали 1263 особи.
Національний склад населення села:
| Національність | Кількість осіб | Відсоток |
| -------------- | -------------- | -------- |
| румуни         | 1049           | 83,1%    |
| цигани         | 214            | 16,9%    |

Рідною мовою назвали:
| Мова      | Кількість осіб | Відсоток |
| --------- | -------------- | -------- |
| румунська | 1227           | 97,1%    |
| циганська | 36             | 2,9%     |